# Lautscher Spitze

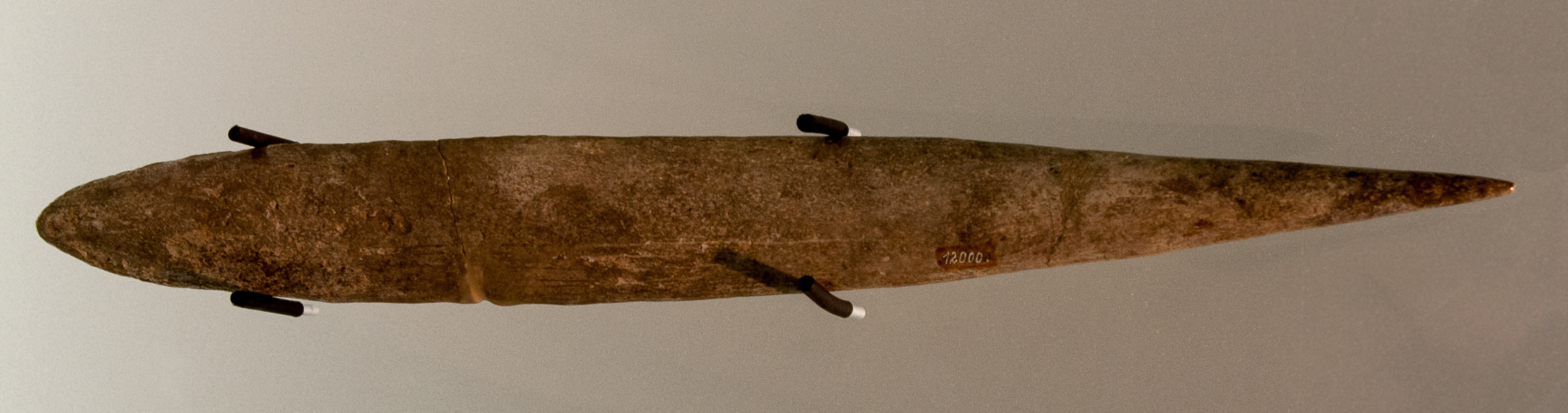
Lautscher Spitze aus der Großen Badlhöhle

Lautscher Spitzen sind aus Knochen gefertigte Speerspitzen, die für Teile des Aurignaciens in der jüngeren Altsteinzeit charakteristisch sind. Sie sind nach dem Fundorte in der Boček-Höhle (früher Fürst-Johannes-Tropfsteinhöhle) von Lautsch, heute Mladeč, in Tschechien benannt und werden auch "Mladečer Spitzen" genannt.
Ihr Vorkommen ist vereinzelt im Mittelpaläolithikum (Vogelherdhöhle, Mauerner Höhlen, Große Grotte bei Blaubeuren) allgemeiner jedoch erst im Jungpaläolithikum, besonders im Aurignacien belegt. Typisch sind sie für das Olschewien (33.000–26.000 v. Chr.), der östlichsten Fazies des ältesten Aurignacien. Ihr Verbreitungsgebiet ist Ost-, Mittel- und Westeuropa.
Lautscher Spitzen können aus Elfenbein, Geweih oder Knochen gefertigt sein. Sie haben eine solide, nicht gespaltene Basis und erreichen bis zu 45 cm Länge. Sie wurden als Speer- oder Lanzenspitzen verwendet. Ihr Querschnitt ist meist flachoval, fast rechteckig. Die Schäftung erfolgte in das Stirnende des Schaftes durch Einstecken in ein Loch (Tülle) und Fixierung durch Birkenpech, Teer und/oder Lederstreifen. Die Spitzen wurden auch seitlich an den Schaft gebunden.
Die kleineren, meist nur wenige Zentimeter langen Knochenspitzen dieser Zeit wurden vielleicht als Pfeilspitzen verwendet. Das würde bedeuten, dass Pfeil und Bogen bereits vor mehr als 30.000 Jahren erfunden wurden, dies gilt aber nicht als gesichert.
Der Herstellungsprozess begann mit dem Zerkleinern des Rohmaterials auf die gewünschte Länge, wobei auch die Basispartie schräg zugehauen wurde. Durch Schnitzen, Schaben und Schleifen wurde das Halbfabrikat in die endgültige Form gebracht.
Lautscher Spitzen waren nur relativ kurze Zeit in Gebrauch. Sie wichen spätestens im Mesolithikum den komplizierteren, mit Widerhaken bestückten Spitzen, die einteilig gezähnte Spitzen hatten oder als Fisch- und Vogelspeere speziellen Zwecken dienten.

## Funde
In Österreich wurde 1837 in der Großen Badlhöhle bei Peggau eine solche Spitze gefunden, konnte aber erst viel später zeitlich richtig eingeordnet werden. Aus der Tischofer Höhle in Tirol und dem Lieglloch bei Tauplitz stammen weitere Funde.
In Deutschland wurde 1870 in der Höhle Wildhaus, nahe der Wildscheuerhöhle in Hessen, eine 40,5 cm lange Lautscher Spitze aus Mammutknochen gefunden. Der Fund löste Diskussionen um das damals noch umstrittene Zusammentreffen von Mammuts und Menschen in Europa aus.
In der Uschowa-Höhle (Potočka zijavka) in Slowenien wurden in den 1920er Jahren 128 Knochenspitzen und Fragmente gefunden. Sie werden als Lautscher Spitzen vom „Typ der Potočka-Höhle“ oder „Olševatyp“ bezeichnet. Nach diesen Funden ist das Olschewien als eine der frühesten Kulturen des Jungpaläolithikums in Mitteleuropa benannt.
Ein weiterer Fundort ist die Istállós-kő-Höhle im Bükkgebirge bei Provo Heves (Ungarn). Hier wurden ebenfalls verschiedene Steingeräte und Knochenspeerspitzen aus dem Aurignacien gefunden. Die untere Fundschicht enthielt etwa 50 Speerspitzen, bei denen die Basis gespalten war. Diese Fundgattung wird Aurignacspitze genannt. Die obere Schicht, ebenfalls aus dem Aurignacien, enthielt nur Spitzen mit massiver Basis, die Lautscher Spitzen.